# Achte Norwegische Antarktisexpedition

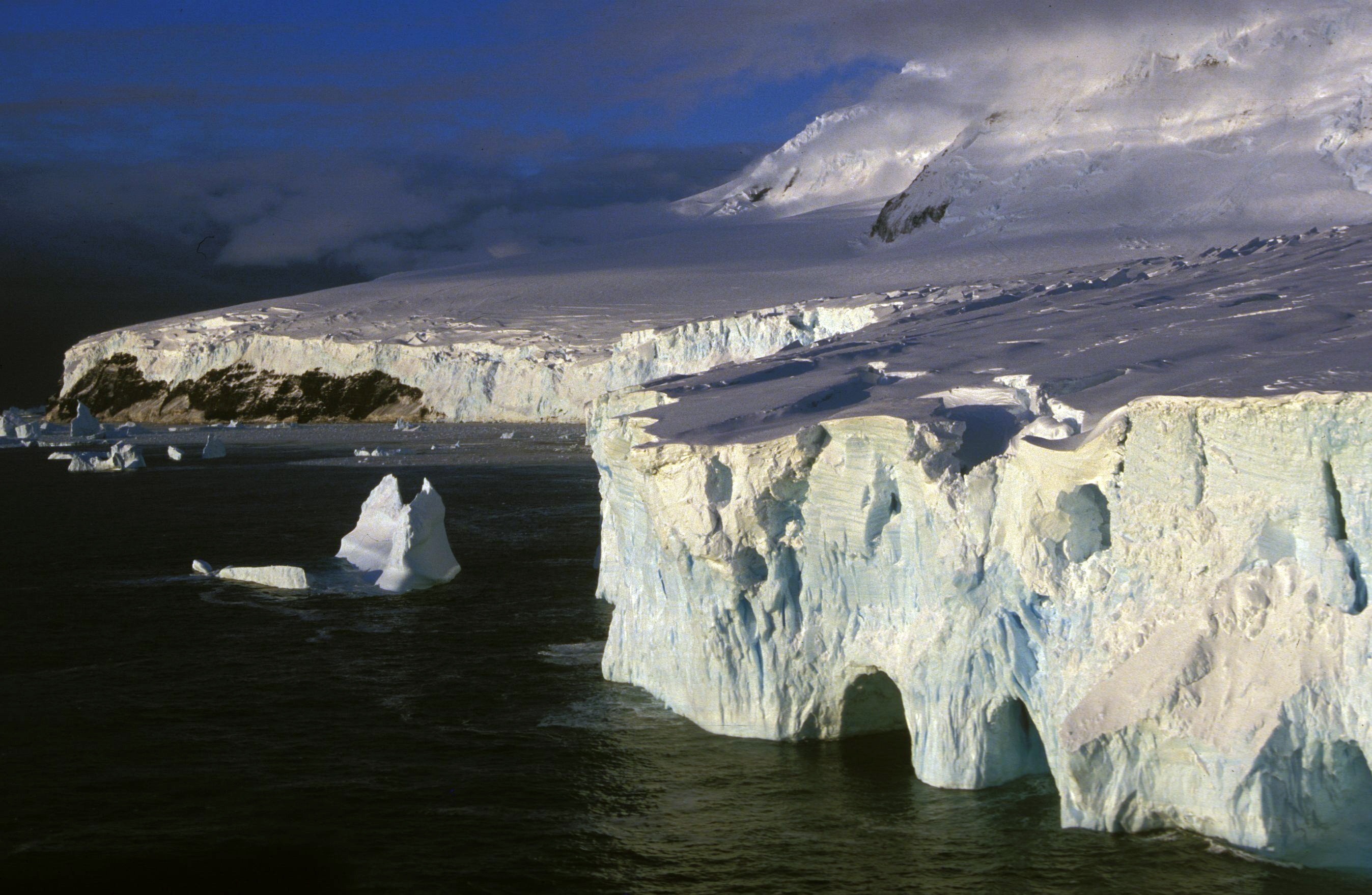
Küste der Peter-I.-Insel, Zielgebiet der Expedition

Die Norwegische Antarktisexpedition 1986–1987 (NorAE 1986–1987) war eine vom Norwegischen Polarinstitut finanzierte Forschungsreise in die Antarktis. Die vom Geodäten und Topografen Knut Svendsen geleitete elftägige Unternehmung zur Peter-I.-Insel vor der Eights-Küste des westantarktischen Ellsworthlands diente biologischen, glaziologischen und kartografischen Untersuchungen sowie der Erstellung von Luftaufnahmen. 